# Sebastián Cancio
Sebastián Cancio (ur. 1978, zm. 22 lutego 2015 w Buenos Aires) – argentyński kolarz torowy.

## Kariera sportowa
W 2004 roku zdobył złoty medal na Igrzyskach Panamerykańskich; był dziesięciokrotnym mistrzem konkurencji torowych. Zmarł w wieku 36 lat z powodu odwodnienia organizmu i udaru słonecznego.